# Hans Schwartz
Hans Schwartz (1 de març de 1913 - 31 de maig de 1991) fou un futbolista alemany. Va formar part de l'equip alemany a la Copa del Món de 1934.